# Петко Патарински
Петко Стойчев Патарински (Мирчо) е деец на БРП (к). Участник в комунистическото съпротивително движение по време на Втората световна война, български партизанин.

## Биография
Петко Патарински е роден на 3 ноември 1918 г. в с. Угърчин, Ловешко. Като ученик в Ловешката гимназия „Цар Борис III“ е активен член на РМС. Завършва средно образование през 1938 г. Работи за кратко в родното си село. Приет за студент в специалност стопански науки на Софийския университет (1941). Тук е деен член на БОНСС и е приет за член на БРП (к).
Участва в комунистическото съпротивително движение по време на Втората световна война. По време на редовната военна служба дезертира и става партизанин (1943). Пръв командир на Бъркашката партизанска чета. При създаването на Единадесета Плевенска въстаническа оперативна зона поради военната му подготовка е избран за
сътрудник на щаба. От 18 юли 1943 година е в състава на Партизански отряд „Христо Кърпачев“. Участва в множество бойни акции и организира бойната подготовка. По време на зимната правителствена офанзива, загива при сражение с армейски и жандармерийски подразделения на 7 януари 1944 г. в местността „Рюдювенска ялия“ близо до с. Радювене, Ловешко.